# Агафошин, Пётр Спиридонович
Пётр Спиридонович Агафошин (17 декабря 1874, Рязанская губерния—1 июля 1950, Москва) — русский советский гитарист, педагог игры на шестиструнной гитаре. Автор первой, вышедшей в СССР, «Школы игры на шестиструнной гитаре» (1934).

## Биография
Родился в селе Пирогово Рязанской губернии в крестьянской семье. Как и отец занимался игрой на «русской» семиструнной гитаре. Переехав в Москву самостоятельно совершенствовал игру на семиструнной гитаре. Около 1900—1901 начал осваивать шестиструнную гитару.
В 1898—1908 — солист и концертмейстер Московского общества мандолинистов и гитаристов. С 1912 — гитарист Малого театра. Первый сольный концерт в качестве гитариста-шестиструнника дал в 1913. Участвовал как исполнитель во многих концертах. Аккомпанировал таким известным певцам, как Ф. Шаляпин, Д. Смирнов, Т. Руффо. Был приглашён участвовать в опере Ж. Массне «Дон Кихот» в Большом театре в 1916 году, где аккомпанировал Шаляпину. Значительную роль в художественном развитии Петра Агафошина сыграла дружба с известными художниками В. Суриковым и Д. Мартэном, которые также разделяли его интерес к гитаре.

### Агафошин и Сеговия
Встреча в 1926 году с Сеговией оказалась ключевым моментом в жизни Агафошина.
В 1927 году Агафошин играл Сеговии в мастерской художника Кончаловского. Вспоминая об этой встрече, Кончаловский писал, что Сеговия назвал Агафошина «лучшим московским гитаристом».
П. С. Агафошин более 40 лет проработал артистом оркестра в Государственном Малом театре. В 1930—1950 годах вел курс гитары в Музыкальном училище им. Октябрьской Революции и Московской государственной консерватории. Многие известные советские гитаристы были его учениками. Среди них — А. Иванов-Крамской, Е. Русанов, И. Кузнецов, Е. Макеева, Ю. Михеев, А. Кабанихин, А. Лобиков и другие.

## Литературная деятельность
П. С. Агафошину принадлежит книга «Новое о гитаре: Гитара и её деятели по новейшим данным» (1928) написанная под впечатлением от знакомства с искусством А. Сеговии. Следует также отметить написанную Агафошиным первую в стране полноценную «Школу игры на шестиструнной гитаре» (1934), в основу которой легли семинары А. Сеговии.

## Награды
- Орден «Знак Почёта» (26 октября 1949 года) — за выдающиеся заслуги в развитии русского театрального искусства и в связи с 125-летием со дня основания Государственного ордена Ленина Академического Малого театра[2].